# Pachycoa
Pachycoa là một chi bướm đêm thuộc họ Noctuidae.